# Liste der Nummer-eins-Hits in Österreich (2019)
Dies ist eine Liste der Nummer-eins-Hits in Österreich im Jahr 2019. Sie basiert auf den Top 75 der österreichischen Charts bei den Singles und bei den Alben. Das in der Liste angegebene Charteintrittsdatum ist der Freitag zwei Wochen nach Beginn der Verkaufswoche.

## Singles
| ← 2018 ← | Liste der Nummer-eins-Hits in Österreich | Liste der Nummer-eins-Hits in Österreich | Liste der Nummer-eins-Hits in Österreich | 2020 → |
| \| Zeitraum \| Wo. ges. \| Interpret \| Titel Autor(en) \| Zusätzliche Informationen \| \| (Zeitraum, Wochen auf Platz eins, Interpret, Titel, Autor[en], zusätzliche Informationen) \| \| \| \| \| \| ----------------------------------------------------------------------------------------- \| -------- \| ---------------------------------------- \| -------------------------------------------------------------------------------------------------------------------------------------------------- \| --------------------------------------------------------------------------------------------------------------------------------------------------------------------------------------------------------------------------------------------------------------------------------------------------- \| \| 4. Januar 2019 – 10. Januar 2019 1 Woche (insgesamt 16) \| 16 \| Mariah Carey \| All I Want for Christmas Is You Walter N. Afanasieff, Mariah Carey \| 24 Jahre nach der ersten Veröffentlichung erreicht das Lied zum ersten Mal die Spitze der österreichischen Charts. \| \| 11. Januar 2019 – 24. Januar 2019 2 Wochen (insgesamt 4) \| 4 \| Ava Max \| Sweet but Psycho Ava Max, William Lobban Bean, Andreas Andersen Haukeland, Madison Love, Henry Walter \| – \| \| 25. Januar 2019 – 31. Januar 2019 1 Woche \| 1 \| Shindy \| Dodi Michael Schindler, Nico Chiara, Ozan Yildirim \| Mit Dodi erreicht er neben den deutschen und den Schweizer Charts auch das erste Mal die Spitze der österreichischen Singlecharts. \| \| 1. Februar 2019 – 7. Februar 2019 1 Woche \| 1 \| Mero \| Hobby Hobby Enes Meral, Josh Petruccio \| – \| \| 8. Februar 2019 – 21. Februar 2019 2 Wochen \| 2 \| Capital Bra \| Prinzessa Vladislav Balovatsky, Vincent Stein, Konstantin Scherer \| – \| \| 22. Februar 2019 – 28. Februar 2019 1 Woche \| 1 \| Eno feat. Mero \| Ferrari Ensar Albayrak, Adulis Ghebreyesus, Gökhan Güler, Enes Meral \| – \| \| 1. März 2019 – 7. März 2019 1 Woche \| 1 \| KC Rebell feat. Summer Cem & Capital Bra \| DNA Cem Toraman, Vladislav Balovatsky, Hüseyin Kökseçen, Laurin Auth, Miksu \| – \| \| 8. März 2019 – 14. März 2019 1 Woche \| 1 \| Capital Bra \| Capital Bra je m’appelle Vladislav Balovatsky, Goldfinger \| – \| \| 15. März 2019 – 21. März 2019 1 Woche \| 1 \| Mathea \| 2x David Slomo, Johannes Herbst, Mathea Höller \| – \| \| 22. März 2019 – 28. März 2019 1 Woche \| 1 \| Mero \| Wolke 10 Enes Meral, E.M Beats \| – \| \| 29. März 2019 – 4. April 2019 1 Woche \| 1 \| Capital Bra feat. Samra \| Wir ticken Vladislav Balovatsky, Hussein Akkouche, Konstantin Scherer, Vincent Stein \| Nur zehn Monate nach seinem ersten Nummer-eins-Erfolg erreicht Capital Bra als erster Künstler in der Geschichte der österreichischen Charts zum neunten Mal die Spitze der Singlecharts und übertrifft damit Künstler wie die Beatles. \| \| 5. April 2019 – 18. April 2019 2 Wochen \| 2 \| Capital Bra \| Cherry Lady Vladislav Balovatsky, Dieter Bohlen, Lennard Oestmann \| Capital Bra erweitert mit Cherry Lady seinen Rekord und erreicht zum zehnten Mal den Sprung auf Platz eins. Für Dieter Bohlen als Autor ist es der zwölfte Nummer-eins-Erfolg. Das englischsprachige Original Cheri, Cheri Lady erreichte im Jahre 1985 bereits für 4 Wochen die Spitze der Charts. \| \| 19. April 2019 – 25. April 2019 1 Woche \| 1 \| Samra \| Harami Hussein Akkouche, Konstantinos Tzikas, Vincent Stein, Konstantin Scherer, Lukas Moeller \| – \| \| 26. April 2019 – 2. Mai 2019 1 Woche \| 1 \| Capital Bra feat. Summer Cem & KC Rebell \| Rolex Vladislav Balovatsky, Hüseyin Kökseçen, Cem Toraman, Konstantin Scherer, Vincent Stein \| – \| \| 3. Mai 2019 – 23. Mai 2019 3 Wochen (insgesamt 6) \| 6 \| Lil Nas X \| Old Town Road Montero Hill, Trent Reznor, Atticus Ross \| – \| \| 24. Mai 2019 – 30. Mai 2019 1 Woche \| 1 \| Ed Sheeran & Justin Bieber \| I Don’t Care Ed Sheeran, Justin Bieber, Max Martin, Shellback, Jason Boyd, Fred Gibson \| – \| \| 31. Mai 2019 – 13. Juni 2019 2 Wochen \| 2 \| Samra & Capital Bra \| Wieder Lila Vladislav Balovatsky, Hussein Akkouche, Konstantin Scherer, Vincent Stein \| – \| \| 14. Juni 2019 – 4. Juli 2019 3 Wochen (insgesamt 6) \| 6 \| Lil Nas X \| Old Town Road Montero Hill, Trent Reznor, Atticus Ross \| – \| \| 5. Juli 2019 – 11. Juli 2019 1 Woche \| 1 \| Capital Bra & Samra \| Tilidin Vladislav Balovatsky, Konstantinos Tzikas, Hussein Akkouche, Konstantin Scherer, Vincent Stein \| – \| \| 12. Juli 2019 – 1. August 2019 3 Wochen (insgesamt 7) \| 7 \| Shawn Mendes & Camila Cabello \| Señorita Shawn Mendes, Camila Cabello, Andrew Wotman, Benjamin Levin, Ali Tamposi, Charlotte Emma Aitchison, Jack Patterson, Magnus August Høiberg \| – \| \| 2. August 2019 – 8. August 2019 1 Woche \| 1 \| KC Rebell feat. RAF Camora \| Neptun Hüseyin Kökseçen, Raphael Ragucci, Joezee Music \| – \| \| 9. August 2019 – 5. September 2019 4 Wochen (insgesamt 7) \| 7 \| Shawn Mendes & Camila Cabello \| Señorita Shawn Mendes, Camila Cabello, Andrew Wotman, Benjamin Levin, Ali Tamposi, Charlotte Emma Aitchison, Jack Patterson, Magnus August Høiberg \| – \| \| 6. September 2019 – 12. September 2019 1 Woche \| 1 \| Capital Bra & Samra \| Nummer 1 Hussein Akkouche, Vladislav Balovatsky, Konstantin Scherer, Vincent Stein, Konstantinos Tzikas \| – \| \| 13. September 2019 – 19. September 2019 1 Woche \| 1 \| RAF Camora \| Vendetta Raphael Ragucci, David Kraft, Tim Wilke, The Royals \| – \| \| 20. September 2019 – 12. Dezember 2019 12 Wochen (insgesamt 15) \| 15 \| Tones and I \| Dance Monkey Toni Watson \| – \| \| 13. Dezember 2019 – 19. Dezember 2019 1 Woche \| 1 \| Capital Bra \| Der Bratan bleibt der gleiche Vladislav Balovatsky, Vincent Stein, Konstantin Scherer, Santo \| – \| \| 20. Dezember 2019 – 26. Dezember 2019 1 Woche (insgesamt 15) \| 15 \| Tones and I \| Dance Monkey Toni Watson \| – \| |                                          |                                          | | |
| ← 2018 |                                          |                                          | | → 2020 → |
| Zeitraum | Wo. ges.                                 | Interpret                                | Titel Autor(en) | Zusätzliche Informationen |
| (Zeitraum, Wochen auf Platz eins, Interpret, Titel, Autor[en], zusätzliche Informationen) |                                          |                                          | | |
| 4. Januar 2019 – 10. Januar 2019 1 Woche (insgesamt 16) | 16                                       | Mariah Carey                             | All I Want for Christmas Is You Walter N. Afanasieff, Mariah Carey                                                                                 | 24 Jahre nach der ersten Veröffentlichung erreicht das Lied zum ersten Mal die Spitze der österreichischen Charts. |
| 11. Januar 2019 – 24. Januar 2019 2 Wochen (insgesamt 4) | 4                                        | Ava Max                                  | Sweet but Psycho Ava Max, William Lobban Bean, Andreas Andersen Haukeland, Madison Love, Henry Walter                                              | – |
| 25. Januar 2019 – 31. Januar 2019 1 Woche | 1                                        | Shindy                                   | Dodi Michael Schindler, Nico Chiara, Ozan Yildirim                                                                                                 | Mit Dodi erreicht er neben den deutschen und den Schweizer Charts auch das erste Mal die Spitze der österreichischen Singlecharts. |
| 1. Februar 2019 – 7. Februar 2019 1 Woche | 1                                        | Mero                                     | Hobby Hobby Enes Meral, Josh Petruccio | – |
| 8. Februar 2019 – 21. Februar 2019 2 Wochen | 2                                        | Capital Bra                              | Prinzessa Vladislav Balovatsky, Vincent Stein, Konstantin Scherer                                                                                  | – |
| 22. Februar 2019 – 28. Februar 2019 1 Woche | 1                                        | Eno feat. Mero                           | Ferrari Ensar Albayrak, Adulis Ghebreyesus, Gökhan Güler, Enes Meral                                                                               | – |
| 1. März 2019 – 7. März 2019 1 Woche | 1                                        | KC Rebell feat. Summer Cem & Capital Bra | DNA Cem Toraman, Vladislav Balovatsky, Hüseyin Kökseçen, Laurin Auth, Miksu                                                                        | – |
| 8. März 2019 – 14. März 2019 1 Woche | 1                                        | Capital Bra                              | Capital Bra je m’appelle Vladislav Balovatsky, Goldfinger                                                                                          | – |
| 15. März 2019 – 21. März 2019 1 Woche | 1                                        | Mathea                                   | 2x David Slomo, Johannes Herbst, Mathea Höller | – |
| 22. März 2019 – 28. März 2019 1 Woche | 1                                        | Mero                                     | Wolke 10 Enes Meral, E.M Beats | – |
| 29. März 2019 – 4. April 2019 1 Woche | 1                                        | Capital Bra feat. Samra                  | Wir ticken Vladislav Balovatsky, Hussein Akkouche, Konstantin Scherer, Vincent Stein                                                               | Nur zehn Monate nach seinem ersten Nummer-eins-Erfolg erreicht Capital Bra als erster Künstler in der Geschichte der österreichischen Charts zum neunten Mal die Spitze der Singlecharts und übertrifft damit Künstler wie die Beatles.                                                             |
| 5. April 2019 – 18. April 2019 2 Wochen | 2                                        | Capital Bra                              | Cherry Lady Vladislav Balovatsky, Dieter Bohlen, Lennard Oestmann                                                                                  | Capital Bra erweitert mit Cherry Lady seinen Rekord und erreicht zum zehnten Mal den Sprung auf Platz eins. Für Dieter Bohlen als Autor ist es der zwölfte Nummer-eins-Erfolg. Das englischsprachige Original Cheri, Cheri Lady erreichte im Jahre 1985 bereits für 4 Wochen die Spitze der Charts. |
| 19. April 2019 – 25. April 2019 1 Woche | 1                                        | Samra                                    | Harami Hussein Akkouche, Konstantinos Tzikas, Vincent Stein, Konstantin Scherer, Lukas Moeller                                                     | – |
| 26. April 2019 – 2. Mai 2019 1 Woche | 1                                        | Capital Bra feat. Summer Cem & KC Rebell | Rolex Vladislav Balovatsky, Hüseyin Kökseçen, Cem Toraman, Konstantin Scherer, Vincent Stein                                                       | – |
| 3. Mai 2019 – 23. Mai 2019 3 Wochen (insgesamt 6) | 6                                        | Lil Nas X                                | Old Town Road Montero Hill, Trent Reznor, Atticus Ross                                                                                             | – |
| 24. Mai 2019 – 30. Mai 2019 1 Woche | 1                                        | Ed Sheeran & Justin Bieber               | I Don’t Care Ed Sheeran, Justin Bieber, Max Martin, Shellback, Jason Boyd, Fred Gibson                                                             | – |
| 31. Mai 2019 – 13. Juni 2019 2 Wochen | 2                                        | Samra & Capital Bra                      | Wieder Lila Vladislav Balovatsky, Hussein Akkouche, Konstantin Scherer, Vincent Stein                                                              | – |
| 14. Juni 2019 – 4. Juli 2019 3 Wochen (insgesamt 6) | 6                                        | Lil Nas X                                | Old Town Road Montero Hill, Trent Reznor, Atticus Ross                                                                                             | – |
| 5. Juli 2019 – 11. Juli 2019 1 Woche | 1                                        | Capital Bra & Samra                      | Tilidin Vladislav Balovatsky, Konstantinos Tzikas, Hussein Akkouche, Konstantin Scherer, Vincent Stein                                             | – |
| 12. Juli 2019 – 1. August 2019 3 Wochen (insgesamt 7) | 7                                        | Shawn Mendes & Camila Cabello            | Señorita Shawn Mendes, Camila Cabello, Andrew Wotman, Benjamin Levin, Ali Tamposi, Charlotte Emma Aitchison, Jack Patterson, Magnus August Høiberg | – |
| 2. August 2019 – 8. August 2019 1 Woche | 1                                        | KC Rebell feat. RAF Camora               | Neptun Hüseyin Kökseçen, Raphael Ragucci, Joezee Music                                                                                             | – |
| 9. August 2019 – 5. September 2019 4 Wochen (insgesamt 7) | 7                                        | Shawn Mendes & Camila Cabello            | Señorita Shawn Mendes, Camila Cabello, Andrew Wotman, Benjamin Levin, Ali Tamposi, Charlotte Emma Aitchison, Jack Patterson, Magnus August Høiberg | – |
| 6. September 2019 – 12. September 2019 1 Woche | 1                                        | Capital Bra & Samra                      | Nummer 1 Hussein Akkouche, Vladislav Balovatsky, Konstantin Scherer, Vincent Stein, Konstantinos Tzikas                                            | – |
| 13. September 2019 – 19. September 2019 1 Woche | 1                                        | RAF Camora                               | Vendetta Raphael Ragucci, David Kraft, Tim Wilke, The Royals                                                                                       | – |
| 20. September 2019 – 12. Dezember 2019 12 Wochen (insgesamt 15) | 15                                       | Tones and I                              | Dance Monkey Toni Watson | – |
| 13. Dezember 2019 – 19. Dezember 2019 1 Woche | 1                                        | Capital Bra                              | Der Bratan bleibt der gleiche Vladislav Balovatsky, Vincent Stein, Konstantin Scherer, Santo                                                       | – |
| 20. Dezember 2019 – 26. Dezember 2019 1 Woche (insgesamt 15) | 15                                       | Tones and I                              | Dance Monkey Toni Watson | – |

## Alben
| ← 2018 ← | Liste der Nummer-eins-Alben in Österreich | Liste der Nummer-eins-Alben in Österreich    | Liste der Nummer-eins-Alben in Österreich | 2020 → |
| \| Zeitraum \| Wo. ges. \| Interpret \| Titel \| Zusätzliche Informationen \| \| (Zeitraum, Wochen auf Platz eins, Interpret, Titel, zusätzliche Informationen) \| \| \| \| \| \| ------------------------------------------------------------------------------ \| -------- \| -------------------------------------------- \| ---------------------------------------- \| ---------------------------------------------------------------------------------------------------------------------------------------------------------------------------------------------------------------------------------------------------------------------------- \| \| 4. Januar 2019 – 10. Januar 2019 1 Woche \| 1 \| Bruce Springsteen \| Springsteen on Broadway \| Sechs Studio- und ein Best-of-Album hatte „der Boss“ in Österreich schon an die Spitze gebracht. 34 Jahre nach Born in the U.S.A. hat er mit diesen Aufnahmen aus einer 14 Monate laufenden Soloshow im New Yorker Walter Kerr Theatre sein erstes Livealbum auf Platz 1.[1] \| \| 11. Januar 2019 – 17. Januar 2019 1 Woche \| 1 \| Die Grubertaler \| Die grössten Party Hits – Volume X \| – \| \| 18. Januar 2019 – 24. Januar 2019 1 Woche \| 1 \| Wiener Philharmoniker / Christian Thielemann \| Neujahrskonzert 2019 \| – \| \| 25. Januar 2019 – 7. Februar 2019 2 Wochen \| 2 \| Melissa Naschenweng \| Wirbelwind \| – \| \| 8. Februar 2019 – 14. Februar 2019 1 Woche \| 1 \| Backstreet Boys \| DNA \| – \| \| 15. Februar 2019 – 21. Februar 2019 1 Woche \| 1 \| Hannah \| Kinder vom Land \| – \| \| 22. Februar 2019 – 7. März 2019 2 Wochen \| 2 \| Ariana Grande \| Thank U, Next \| – \| \| 8. März 2019 – 14. März 2019 1 Woche \| 1 \| Bilderbuch \| Vernissage My Heart \| – \| \| 15. März 2019 – 21. März 2019 1 Woche \| 1 \| In Flames \| I, the Mask \| – \| \| 22. März 2019 – 28. März 2019 1 Woche \| 1 \| Azet & Zuna \| Super Plus \| – \| \| 29. März 2019 – 11. April 2019 2 Wochen \| 2 \| Mero \| Ya Hero Ya Mero \| – \| \| 12. April 2019 – 18. April 2019 1 Woche \| 1 \| Billie Eilish \| When We All Fall Asleep, Where Do We Go? \| – \| \| 19. April 2019 – 25. April 2019 1 Woche (insgesamt 5) \| 5 \| Andrea Berg \| Mosaik \| – \| \| 26. April 2019 – 2. Mai 2019 1 Woche (insgesamt 2) \| 2 \| Capital Bra \| CB6 \| – \| \| 3. Mai 2019 – 9. Mai 2019 1 Woche (insgesamt 5) \| 5 \| Andrea Berg \| Mosaik \| – \| \| 10. Mai 2019 – 16. Mai 2019 1 Woche (insgesamt 2) \| 2 \| Capital Bra \| CB6 \| – \| \| 17. Mai 2019 – 30. Mai 2019 2 Wochen (insgesamt 5) \| 5 \| Andrea Berg \| Mosaik \| – \| \| 31. Mai 2019 – 13. Juni 2019 2 Wochen \| 2 \| Rammstein \| Unbetitelt \| – \| \| 14. Juni 2019 – 27. Juni 2019 2 Wochen \| 2 \| Sarah Connor \| Herz Kraft Werke \| Mit dem neunten Album Herz Kraft Werke schaffte es Connor das erste Mal, Platz eins in Österreich zu erreichen. \| \| 28. Juni 2019 – 11. Juli 2019 2 Wochen \| 2 \| Bruce Springsteen \| Western Stars \| Der Musiker erreicht in diesem Jahr bereits zum zweiten Mal Platz eins in den österreichischen Albumcharts. \| \| 12. Juli 2019 – 18. Juli 2019 1 Woche \| 1 \| LX & Maxwell \| Obststand 2 \| – \| \| 19. Juli 2019 – 25. Juli 2019 1 Woche \| 1 \| Semino Rossi \| So ist das Leben \| – \| \| 26. Juli 2019 – 1. August 2019 1 Woche \| 1 \| Ed Sheeran \| No. 6 Collaborations Project \| – \| \| 2. August 2019 – 8. August 2019 1 Woche \| 1 \| Nockis \| Für ewig \| – \| \| 9. August 2019 – 15. August 2019 1 Woche \| 1 \| Seiler und Speer \| Für immer \| – \| \| 16. August 2019 – 22. August 2019 1 Woche \| 1 \| Volbeat \| Rewind, Replay, Rebound \| – \| \| 23. August 2019 – 12. September 2019 3 Wochen \| 3 \| Die jungen Zillertaler \| Megageil im Juzi-Style \| – \| \| 13. September 2019 – 19. September 2019 1 Woche \| 1 \| Pizzera & Jaus \| Wer nicht fühlen will, muss hören \| – \| \| 20. September 2019 – 26. September 2019 1 Woche \| 1 \| Wanda \| Ciao! \| – \| \| 27. September 2019 – 3. Oktober 2019 1 Woche \| 1 \| Andreas Gabalier \| Best of Volks-Rock‘n’Roller \| – \| \| 4. Oktober 2019 – 10. Oktober 2019 1 Woche \| 1 \| Rainhard Fendrich \| Starkregen \| – \| \| 11. Oktober 2019 – 17. Oktober 2019 1 Woche \| 1 \| Sido \| Ich und keine Maske \| – \| \| 18. Oktober 2019 – 31. Oktober 2019 2 Wochen \| 2 \| Capital Bra & Samra \| Berlin lebt 2 \| – \| \| 1. November 2019 – 7. November 2019 1 Woche \| 1 \| Kiddy Contest \| Kiddy Contest Vol. 25 \| Zum 14. Mal steht ein Album des Kiddy Contest auf Platz 1. Zugleich ist dies die letzte Ausgabe des Kiddy Contest, 2020 wurde der Wettbewerb zunächst abgesagt und schließlich eingestellt. \| \| 8. November 2019 – 14. November 2019 1 Woche \| 1 \| Die Toten Hosen \| Alles ohne Strom \| – \| \| 15. November 2019 – 28. November 2019 2 Wochen \| 2 \| RAF Camora \| Zenit \| – \| \| 29. November 2019 – 5. Dezember 2019 1 Woche \| 1 \| Die Seer \| Analog \| – \| \| 6. Dezember 2019 – 26. Dezember 2019 3 Wochen (insgesamt 4) \| 4 \| Robbie Williams \| The Christmas Present \| – \| |                                           |                                              |                                           | |
| ← 2018 |                                           |                                              |                                           | → 2020 → |
| Zeitraum | Wo. ges.                                  | Interpret                                    | Titel                                     | Zusätzliche Informationen |
| (Zeitraum, Wochen auf Platz eins, Interpret, Titel, zusätzliche Informationen) |                                           |                                              |                                           | |
| 4. Januar 2019 – 10. Januar 2019 1 Woche | 1                                         | Bruce Springsteen                            | Springsteen on Broadway                   | Sechs Studio- und ein Best-of-Album hatte „der Boss“ in Österreich schon an die Spitze gebracht. 34 Jahre nach Born in the U.S.A. hat er mit diesen Aufnahmen aus einer 14 Monate laufenden Soloshow im New Yorker Walter Kerr Theatre sein erstes Livealbum auf Platz 1. |
| 11. Januar 2019 – 17. Januar 2019 1 Woche | 1                                         | Die Grubertaler                              | Die grössten Party Hits – Volume X        | – |
| 18. Januar 2019 – 24. Januar 2019 1 Woche | 1                                         | Wiener Philharmoniker / Christian Thielemann | Neujahrskonzert 2019                      | – |
| 25. Januar 2019 – 7. Februar 2019 2 Wochen | 2                                         | Melissa Naschenweng                          | Wirbelwind                                | – |
| 8. Februar 2019 – 14. Februar 2019 1 Woche | 1                                         | Backstreet Boys                              | DNA                                       | – |
| 15. Februar 2019 – 21. Februar 2019 1 Woche | 1                                         | Hannah                                       | Kinder vom Land                           | – |
| 22. Februar 2019 – 7. März 2019 2 Wochen | 2                                         | Ariana Grande                                | Thank U, Next                             | – |
| 8. März 2019 – 14. März 2019 1 Woche | 1                                         | Bilderbuch                                   | Vernissage My Heart                       | – |
| 15. März 2019 – 21. März 2019 1 Woche | 1                                         | In Flames                                    | I, the Mask                               | – |
| 22. März 2019 – 28. März 2019 1 Woche | 1                                         | Azet & Zuna                                  | Super Plus                                | – |
| 29. März 2019 – 11. April 2019 2 Wochen | 2                                         | Mero                                         | Ya Hero Ya Mero                           | – |
| 12. April 2019 – 18. April 2019 1 Woche | 1                                         | Billie Eilish                                | When We All Fall Asleep, Where Do We Go?  | – |
| 19. April 2019 – 25. April 2019 1 Woche (insgesamt 5) | 5                                         | Andrea Berg                                  | Mosaik                                    | – |
| 26. April 2019 – 2. Mai 2019 1 Woche (insgesamt 2) | 2                                         | Capital Bra                                  | CB6                                       | – |
| 3. Mai 2019 – 9. Mai 2019 1 Woche (insgesamt 5) | 5                                         | Andrea Berg                                  | Mosaik                                    | – |
| 10. Mai 2019 – 16. Mai 2019 1 Woche (insgesamt 2) | 2                                         | Capital Bra                                  | CB6                                       | – |
| 17. Mai 2019 – 30. Mai 2019 2 Wochen (insgesamt 5) | 5                                         | Andrea Berg                                  | Mosaik                                    | – |
| 31. Mai 2019 – 13. Juni 2019 2 Wochen | 2                                         | Rammstein                                    | Unbetitelt                                | – |
| 14. Juni 2019 – 27. Juni 2019 2 Wochen | 2                                         | Sarah Connor                                 | Herz Kraft Werke                          | Mit dem neunten Album Herz Kraft Werke schaffte es Connor das erste Mal, Platz eins in Österreich zu erreichen. |
| 28. Juni 2019 – 11. Juli 2019 2 Wochen | 2                                         | Bruce Springsteen                            | Western Stars                             | Der Musiker erreicht in diesem Jahr bereits zum zweiten Mal Platz eins in den österreichischen Albumcharts. |
| 12. Juli 2019 – 18. Juli 2019 1 Woche | 1                                         | LX & Maxwell                                 | Obststand 2                               | – |
| 19. Juli 2019 – 25. Juli 2019 1 Woche | 1                                         | Semino Rossi                                 | So ist das Leben                          | – |
| 26. Juli 2019 – 1. August 2019 1 Woche | 1                                         | Ed Sheeran                                   | No. 6 Collaborations Project              | – |
| 2. August 2019 – 8. August 2019 1 Woche | 1                                         | Nockis                                       | Für ewig                                  | – |
| 9. August 2019 – 15. August 2019 1 Woche | 1                                         | Seiler und Speer                             | Für immer                                 | – |
| 16. August 2019 – 22. August 2019 1 Woche | 1                                         | Volbeat                                      | Rewind, Replay, Rebound                   | – |
| 23. August 2019 – 12. September 2019 3 Wochen | 3                                         | Die jungen Zillertaler                       | Megageil im Juzi-Style                    | – |
| 13. September 2019 – 19. September 2019 1 Woche | 1                                         | Pizzera & Jaus                               | Wer nicht fühlen will, muss hören         | – |
| 20. September 2019 – 26. September 2019 1 Woche | 1                                         | Wanda                                        | Ciao!                                     | – |
| 27. September 2019 – 3. Oktober 2019 1 Woche | 1                                         | Andreas Gabalier                             | Best of Volks-Rock‘n’Roller               | – |
| 4. Oktober 2019 – 10. Oktober 2019 1 Woche | 1                                         | Rainhard Fendrich                            | Starkregen                                | – |
| 11. Oktober 2019 – 17. Oktober 2019 1 Woche | 1                                         | Sido                                         | Ich und keine Maske                       | – |
| 18. Oktober 2019 – 31. Oktober 2019 2 Wochen | 2                                         | Capital Bra & Samra                          | Berlin lebt 2                             | – |
| 1. November 2019 – 7. November 2019 1 Woche | 1                                         | Kiddy Contest                                | Kiddy Contest Vol. 25                     | Zum 14. Mal steht ein Album des Kiddy Contest auf Platz 1. Zugleich ist dies die letzte Ausgabe des Kiddy Contest, 2020 wurde der Wettbewerb zunächst abgesagt und schließlich eingestellt.                                                                               |
| 8. November 2019 – 14. November 2019 1 Woche | 1                                         | Die Toten Hosen                              | Alles ohne Strom                          | – |
| 15. November 2019 – 28. November 2019 2 Wochen | 2                                         | RAF Camora                                   | Zenit                                     | – |
| 29. November 2019 – 5. Dezember 2019 1 Woche | 1                                         | Die Seer                                     | Analog                                    | – |
| 6. Dezember 2019 – 26. Dezember 2019 3 Wochen (insgesamt 4) | 4                                         | Robbie Williams                              | The Christmas Present                     | – |

## Jahreshitparaden
| ← 2018 ← | Liste der Nummer-eins-Hits in Österreich | Liste der Nummer-eins-Hits in Österreich               | Liste der Nummer-eins-Hits in Österreich | 2020 →   |
| \| Singles \| Position# \| Alben \| \| -------------------------------------------------------------------------------------------------------------------------------------------------------------------------------- \| --------- \| ------------------------------------------------------ \| \| Dance Monkey Tones and I Toni Watson \| 1 \| Unbetitelt Rammstein \| \| Bad Guy Billie Eilish Billie O’Connell, Finneas O’Connell \| 2 \| Herz Kraft Werke Sarah Connor \| \| Old Town Road Lil Nas X Montero Hill, Trent Reznor, Atticus Ross, Kiowa Roukema \| 3 \| When We All Fall Asleep, Where Do We Go? Billie Eilish \| \| Señorita Shawn Mendes & Camila Cabello Shawn Mendes, Camila Cabello, Andrew Wotman, Benjamin Levin, Ali Tamposi, Charlotte Emma Aitchison, Jack Patterson, Magnus August Høiberg \| 4 \| Für immer Seiler und Speer \| \| I Don’t Care Ed Sheeran & Justin Bieber Ed Sheeran, Justin Bieber, Max Martin, Shellback, Poo Bear, Fred Gibson \| 5 \| The Christmas Present Robbie Williams \| \| Someone You Loved Lewis Capaldi \| 6 \| 20 Jahre DJ Ötzi – Party ohne Ende DJ Ötzi \| \| Vincent Sarah Connor , Peter Plate, Ulf Leo Sommer, Daniel Faust \| 7 \| Zenit RAF Camora \| \| Roller Apache 207 Volkan Yaman, Luís-Florentino Cruz, Jennifer Allendörfer \| 8 \| Mosaik Andrea Berg \| \| 2x Mathea David Slomo, Johannes Herbst, Mathea Höller \| 9 \| Wer nicht fühlen will, muss hören Pizzera & Jaus \| \| Sweet but Psycho Ava Max , William Lobban Bean, Andreas Andersen Haukeland, Madison Love, Henry Walter \| 10 \| Palmen aus Plastik 2 Bonez MC & RAF Camora \| |                                          |                                                        |                                          |          |
| ← 2018 |                                          |                                                        |                                          | → 2020 → |
| Singles | Position#                                | Alben                                                  |                                          |          |
| Dance Monkey Tones and I Toni Watson | 1                                        | Unbetitelt Rammstein                                   |                                          |          |
| Bad Guy Billie Eilish Billie O’Connell, Finneas O’Connell | 2                                        | Herz Kraft Werke Sarah Connor                          |                                          |          |
| Old Town Road Lil Nas X Montero Hill, Trent Reznor, Atticus Ross, Kiowa Roukema | 3                                        | When We All Fall Asleep, Where Do We Go? Billie Eilish |                                          |          |
| Señorita Shawn Mendes & Camila Cabello Shawn Mendes, Camila Cabello, Andrew Wotman, Benjamin Levin, Ali Tamposi, Charlotte Emma Aitchison, Jack Patterson, Magnus August Høiberg | 4                                        | Für immer Seiler und Speer                             |                                          |          |
| I Don’t Care Ed Sheeran & Justin Bieber Ed Sheeran, Justin Bieber, Max Martin, Shellback, Poo Bear, Fred Gibson | 5                                        | The Christmas Present Robbie Williams                  |                                          |          |
| Someone You Loved Lewis Capaldi | 6                                        | 20 Jahre DJ Ötzi – Party ohne Ende DJ Ötzi             |                                          |          |
| Vincent Sarah Connor , Peter Plate, Ulf Leo Sommer, Daniel Faust | 7                                        | Zenit RAF Camora                                       |                                          |          |
| Roller Apache 207 Volkan Yaman, Luís-Florentino Cruz, Jennifer Allendörfer | 8                                        | Mosaik Andrea Berg                                     |                                          |          |
| 2x Mathea David Slomo, Johannes Herbst, Mathea Höller | 9                                        | Wer nicht fühlen will, muss hören Pizzera & Jaus       |                                          |          |
| Sweet but Psycho Ava Max , William Lobban Bean, Andreas Andersen Haukeland, Madison Love, Henry Walter | 10                                       | Palmen aus Plastik 2 Bonez MC & RAF Camora             |                                          |          |